# Église d'Ii
L'église d'Ii (en finnois : Iin kirkko) est une église luthérienne construite à Ii en Finlande.

## Galerie

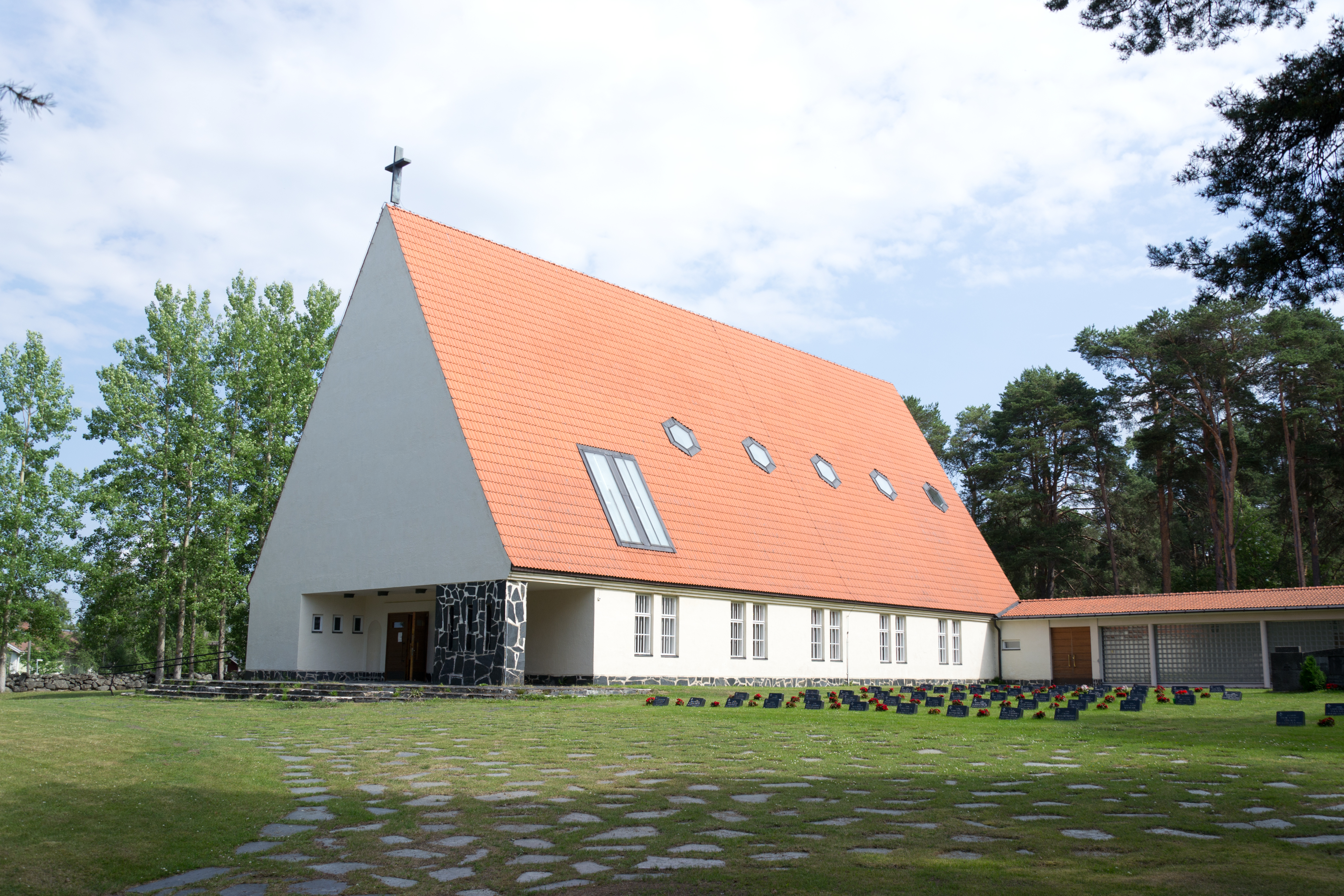
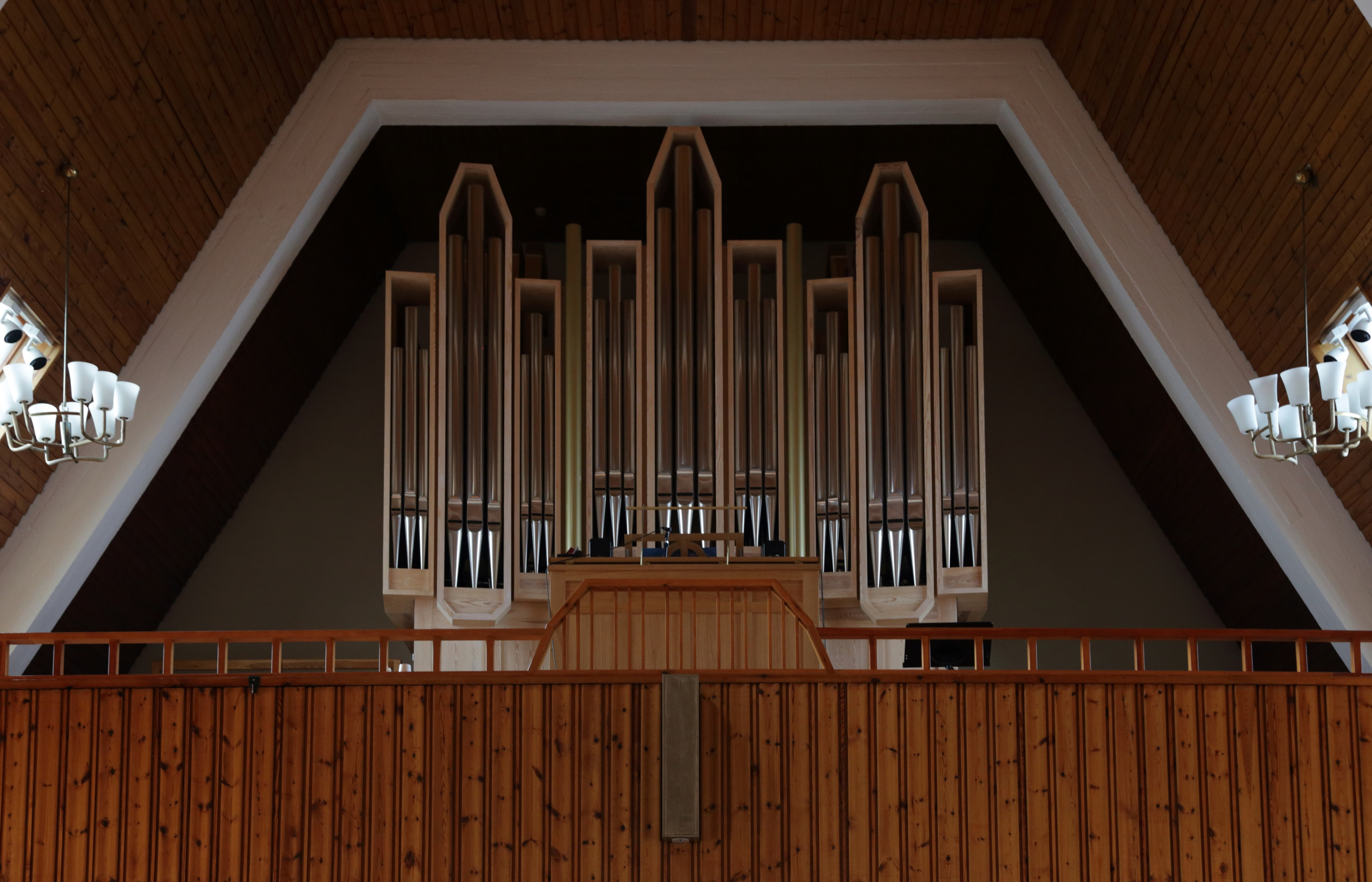
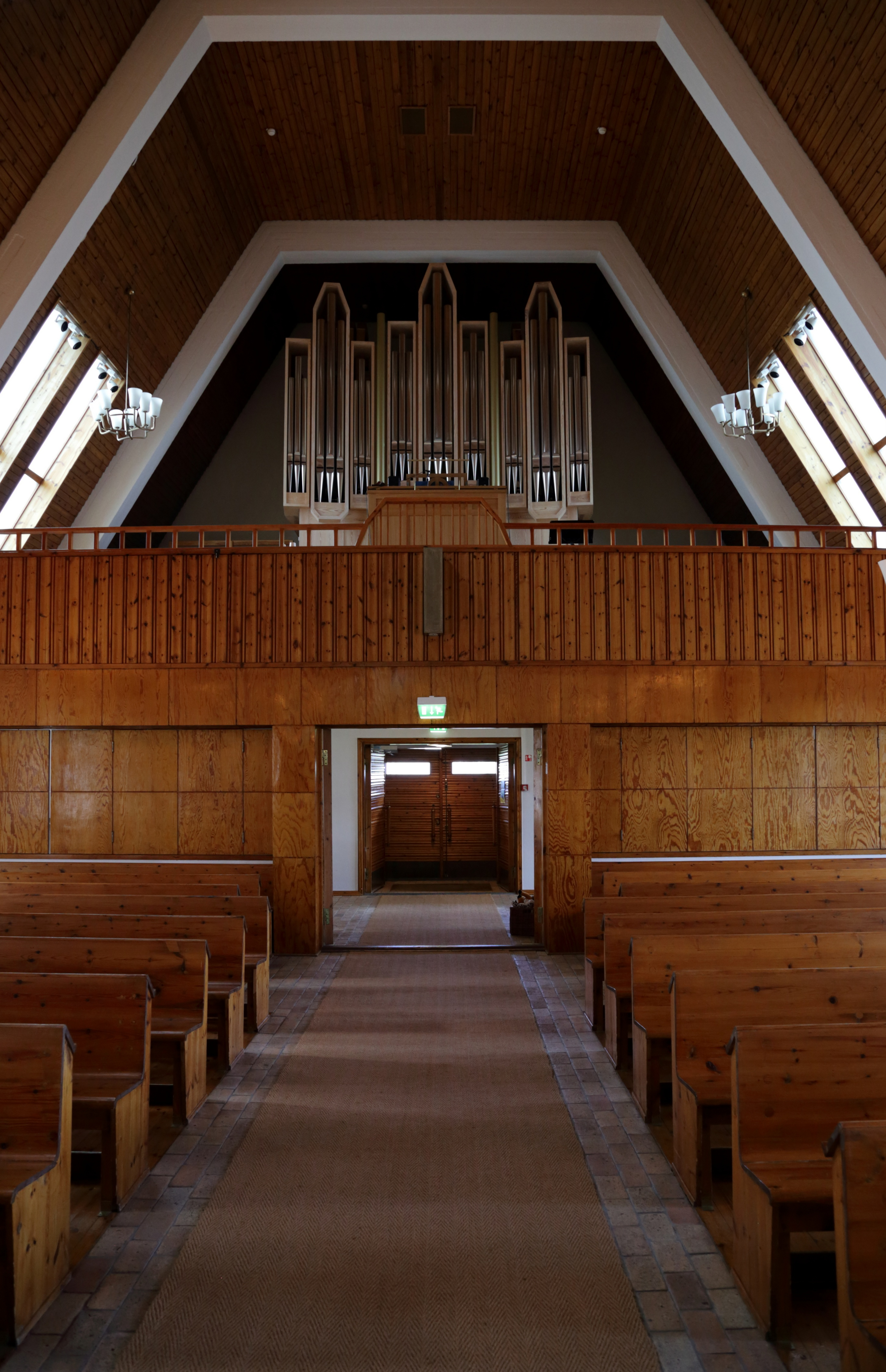
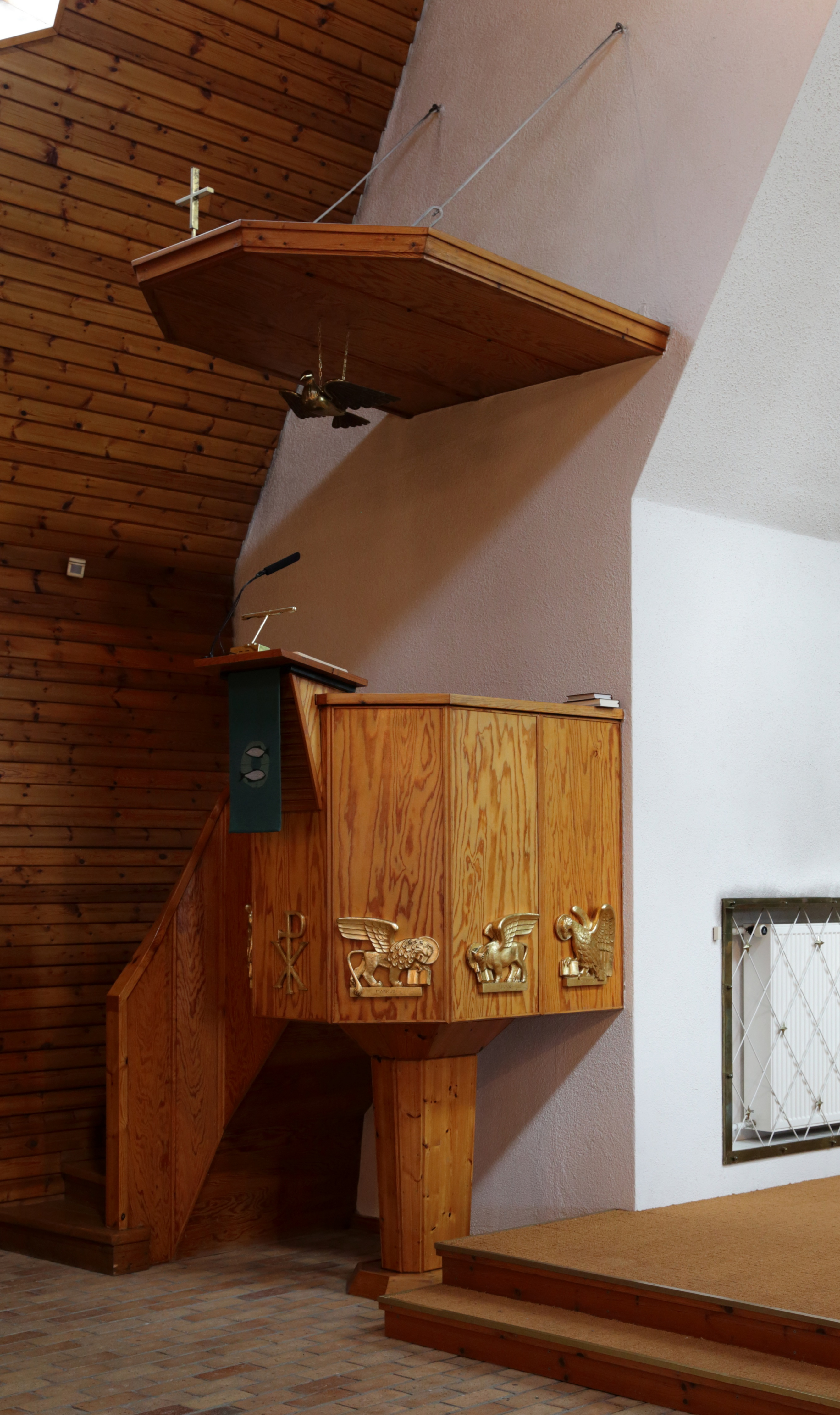